# لاور میستان
لاور میستان (یا لاور میسان) نام روستا و دشت کوچکی در غرب استان هرمزگان ایران از توابع بخش جناح شهرستان بستک است.
این ناحیه در حدود ۹ کیلومتری غرب میستان واقع است و محل دیم‌کاری می‌ستانی‌ها و گَرکوهی‌ها است.
مردمان لاور میسان از راه زراعت دیم و دامداری امرار معاش می‌کنند. در آن دشت حدود ۱۵۰۰۰ من (۴۰۰۰۰ کیلوگرم) فراورده کشاورزی به دست می‌آید.
آب زیرزمینی‌اش بسیار شیرین و ژرفای آن به علت کوهستانی بودن زیاد است.

## جمعیت
جمعیت این روستا بر اساس سرشماری سال ۱۳۸۵ جمعیت آن ۷۵۷ نفر (۱۵۶ خانوار)
بوده است. بتازگی آب لوله کشی شهر جناح از لاور میسان تهیه شده‌است. پیشتر آب لوله کشی جناح از دهستان هرنگ تأمین می‌شده‌است ولی بعلت شور شدن آب چاه‌های هرنگ، آب شهر جناح را از لاور میستان تأمین کرده‌اند.
جوانها مانند سایر اهل نقاط جنوب عادت به مسافرت آن سوی خلیج فارس دارند.

## محدوده لاور میستان
از شمال کوه گاه‌بست، از جنوب فاریاب، از مغرب به روستای کال، و از مشرق به کوهیج محدود می‌گردد.

## پیرامون لاور میستان
در ۹ کیلومتری مشرق لاور میسان وَگِرَه‌کوه‌است. جمعیتی پراکنده دارد که برخی ساکن شهر کوهیج و برخی هم در میستان سکونت دارند.
سَرِتَپهَ از دیرباز برجی بوده که همیشه در آن نگهبانان مستقر بودند و از منطقه پاسداری می‌کردند.
پس ازگَرکوه به طرف کوهیج حدود ۹ کیلومتری گردنه کوچکی است با ارتفاع تقریبی ۴۰ متر که به نام بَلِشت معروف است. در شرق کوهیج برکه ای وجود دارد که به برکه لاوردشتک معروف است.
از کوهیج به طرف بستک نخلستانی دیم است به نام تسقی (تَزگُو).

## فهرست منابع و مآخذ
- محمدیان، کوخردی، محمد،  «شهرستان بستک و بخش کوخرد» ، ج۱. چاپ اول، دبی: سال انتشار ۲۰۰۵ میلادی.
- عباسی، قلی، مصطفی،  «بستک وجهانگیریه» ، چاپ اول، تهران: ناشر: شرکت انتشارات جهان معاصر، سال ۱۳۷۲ خورشیدی.
- سلامی، بستکی، احمد.  (بستک در گذرگاه تاریخ)  ج۲ چاپ اول، ۱۳۷۲ خورشیدی.
- نگاره‌ها از: احمد سلمان گوده‌ای و محمد محمدیان کوخِردی.
- بالود، محمد.  (فرهنگ عامه در منطقه بستک)  ناشر همسایه، چاپ زیتون، انتشار سال ۱۳۸۴ خورشیدی.
- مهندس: موحد، جمیل. (بستک و خلیج فارس) چاپ اول، تهران: سال انتشار ۱۳۴۳ خورشیدی.
- بالود، محمد.  (فرهنگ عامه در منطقه بستک)  ناشر همسایه، چاپ زیتون، انتشار سال ۱۳۸۴ خورشیدی.
- الکوخردی، محمد، بن یوسف، (کُوخِرد حَاضِرَة اِسلامِیةَ عَلی ضِفافِ نَهر مِهران Kookherd, an Islamic District on the bank of Mehran River) الطبعة الثالثة، دبی: سنة ۱۹۹۷ للمیلاد.
- بختیاری، سعید،  «اتواطلس ایران» ، “ مؤسسه جغرافیایی وکارتگرافی گیتاشناسی، بهار ۱۳۸۴ خورشیدی.
- چمن پیرا، ناصر پاییز ۱۳۷۴ خورشیدی.
- محمد، صدیق «تارخ فارس» صفحه‌های (۵۰ ـ ۵۱ ـ ۵۲ ـ ۵۳)، چاپ سال ۱۹۹۳ میلادی.
- اطلس گیتاشناسی استان‌های ایران [Atlas Gitashenasi Ostanhai Iran] (Gitashenasi Province Atlas of Iran)